# Kisléta, Szabolcs-Szatmár-Bereg
Kisléta  este un sat în districtul Nyírbátor, județul Szabolcs-Szatmár-Bereg, Ungaria, având o populație de 1.786 de locuitori (2011). 

## Demografie
Componența etnică a satului Kisléta
     Maghiari (91,62%)
     Romi (7,74%)
     Necunoscut (0,21%)
     Alții (0,42%)
Componența confesională a satului Kisléta
     Greco-catolici (35,33%)
     Reformați (28,95%)
     Romano-catolici (14,56%)
     Fără religie (11,98%)
     Necunoscută (9,18%)
     Alte religii (0,5%)
Conform recensământului din 2011, satul Kisléta avea 1.786 de locuitori. Din punct de vedere etnic, majoritatea locuitorilor (91,62%) erau maghiari, cu o minoritate de romi (7,74%). Apartenența etnică nu este cunoscută în cazul a 0,21% din locuitori. Nu există o religie majoritară, locuitorii fiind greco-catolici (35,33%), reformați (28,95%), romano-catolici (14,56%) și persoane fără religie (11,98%). Pentru 9,18% din locuitori nu este cunoscută apartenența confesională.